# Nora–Ervalla järnvägsaktiebolag
Nora–Ervalla järnvägsaktiebolag war eine schwedische Eisenbahngesellschaft. Sie wurde am 10. September 1851 mit dem Zweck gegründet, die Bahnstrecke Nora–Ervalla zu erbauen. Die Strecke gilt als erste mit Lokomotiven bediente Normalspurstrecke in Schweden.

## Vorgeschichte
Bei einer Sitzung der Erzgrubengesellschaften von Örebro und Skaraborgs län am 28. April 1847 wurde von Bergbauinspektor Carl Oscar Troilius, dem späteren Generaldirektor des staatlichen Eisenbahnwesens, erstmals der Bau einer Pferdebahn von Nora nach Örebro vorgeschlagen. Zu einer späteren Sitzung lud er mit einer „respektvollen Einladung“ ein, in der er die Bahn durch „teilweise erhöhte Erzförderung und Eisenproduktion in Bergslagern, sowie die Entwicklung der Erzgruben und der Abwicklung der Erzlieferungen“ als nötig erachtete. In Verbindung damit informierte er, dass die jährlichen Kosten für den Fuhrlohn für den Straßenverkehr zwischen Nora und Örebro auf mindestens 60.000 Riksdaler banco steigen würden, von denen etwa 80 Prozent auf den Transport von Erz, Eisen und Getreide entfallen würde.
Zu Beginn des Jahres 1848 beauftragten die Grubengesellschaften den Grafen A. E. von Rosen, eine Vorstudie einer „Eisenbahn für Pferdebetrieb zwischen den Städten Örebro und Nora“ auszuführen. Der Kostenvoranschlag für eine vier Meilen und 425 Ellen lange Strecke ergab 460.000 Rdr. Die Grubengesellschaften beschlossen, dem König einen Antrag auf einen Zuschuss von 2.000 Rdr. für die Fertigstellung eines  kompletten Bau- und Kostenvoranschlag zu senden. Diesem Antrag wurde durch den König stattgegeben. Bei einem Treffen mit den Beteiligten in Örebro am 25. April 1849 wurde der Eisenbahnbau entschieden und ein vorläufiges Direktorium ernannt.
Es war schwierig, das Interesse an diesem neuen Verbindungsweg zu wecken. Der erste ernsthafte Schritt zur Realisierung wurde bei einem Treffen von Interessierten im Sommer 1851 in Verbindung mit einem landwirtschaftlichen Treffen getätigt. Es wurde beschlossen, dass hinsichtlich der Errichtung einer Pferdebahn Aktien ausgegeben werden sollten. Prinz Gustav, Herzog von Uppland, war bei der Versammlung anwesend und beteiligte sich an der Zeichnung der Aktien. Später wurde der Kronprinz, der spätere König Karl XV., ein Partner im Unternehmen.

## Gründung
Das vorläufige Direktorium hatte inzwischen eine Anfrage an den König gestellt, mit der Bitte um Zuwendungen der öffentlichen Hand in Höhe von 150.000 Rdr. und Staatsanleihen in Höhe des gleichen Betrages. 1851 bewilligte der schwedische Reichstag 75.000 Rdr. in Form von Zuschüssen und 150.000 Rdr. als Darlehen mit vier Prozent Zinsen. Nun konnte eine Aktiengesellschaft gegründet werden. Die Gründungsversammlung der Nora–Ervalla järnvägsaktiebolag fand am 10. September 1851 statt. Bei dem Treffen wurden 196 Aktien gezeichnet. Es wurde beschlossen, dass die Aktionäre 100.000 Rdr. einbezahlen sollten und ein Darlehen von 135.000 Rdr. aufgenommen werden solle. Folgende Vorstandsmitglieder wurden gewählt: Freiherr H. Hamilton, Boo, Oberst A. Anckarsvärd, Karlslund, Bergbauinspektor C. O. Troilius, Nora, Eisenhüttendirektor A. Wedberg, Nora, Reichstagsabgeordneter P. Persson, Järnboås, Eisenhüttendirektor G. E. af Geijerstam, Frösvidal und Buchhalter L. Widestrand, Örebro.
Auf der Hauptversammlung am 26. Januar 1852 wurde Claes Adolf Adelsköld als Baudirektor berufen. Außerdem wurde die Frage der Verschmelzung mit der sich in Gründung befindlichen Gesellschaft Köping–Hults järnväg für den Bau der Bahnstrecke Köping–Örebro–Hult erörtert. Dies würde den gemeinsamen Bahnbau zwischen Dylta (Ervalla) und Örebro ermöglichen.
Die Beteiligten der Köping–Hults järnväg verhandelten mit Graf von Rosen von der Nora–Ervalla järnvägsaktiebolag, der eine neue Kostenschätzung für eine lokomotivgeführte Bahnstrecke von Nora nach Dylta (Ervalla) mit 17,42 km Länge erstellen ließ, mit gleicher Spurweite für beide Strecken. Die Kosten für den Bau wurden auf 413.000 Rdr. und für die Fahrzeuge auf 60.800 Rdr. geschätzt.
Nachdem Köping–Hults järnväg 1852 vom König genehmigt wurde, schien es wahrscheinlich, dass diese Strecke bald gebaut werden würde. Nora–Ervalla järnvägsaktiebolag beschloss am 27. Januar 1853, die Strecke solle nach von Rosens Vorschlag als Bahn mit Lokomotiven gebaut werden. Es sollte beim König der Antrag gestellt werden, dass die für die Pferdebahn bewilligten Mittel für eine lokomotivbanan Nora–Ervalla verwendet werden könnten. Dazu sollte für jede gezeichnete Aktie ein Zuschuss in Höhe von 333 1/3 Rdr., somit in Summe 75.000 Rdr., beigesteuert werden. Der Rest der für den Bahnbau nötigen Mittel könnte aus dem Verkauf von Aktien des Unternehmens in England beschafft werden.
Dieser Vorschlag hatte jedoch zur Folge, dass ein halbes Jahr mit Verhandlungen mit dem potenziellen Auftragnehmer für die Bahnstrecke Köping–Hult, G. Burge, der die Bahnstrecke Nora–Ervalla bauen sollte, verloren ging. Aufgrund einer Wirtschaftskrise in England gab es keine Möglichkeit, zu diesem Zeitpunkt schwedische Eisenbahnpapiere dort zu verkaufen. Burge zog sich unter diesen Bedingungen von seinem Auftrag zurück.
In der Sitzung am 20. September 1853 wurde beschlossen, das Grundkapital der 404.400 Rdr. auf 6.740 Aktien mit je 60 Rdr. zu verteilen, von denen 5.840 Stück Vorzugsaktien mit vier Prozent Dividende sein sollten. Die restlichen 1.260 bereits gezeichneten Aktien sollten Stammaktien sein. Dazu gab es einen neuen Vertrag mit dem Mühlenbesitzer Fr. Sundler, Vårgårda. Dieser sollte den gesamten Streckenbau mit Ausnahme der vorbereitenden Kosten, des Grunderwerbs sowie der Ingenieur-Leistungen zu einem Preis von 208.000 Rdr. in bar und 3.810 Vorzugsaktien mit 60 Rdr. mit vier Prozent Vorzugspreis oder insgesamt 228.000 Rdr. in Aktien durchführen.

## Wirtschaftsdaten
Zur Ablösung der Verbindlichkeiten und deren Zinsen wurden 1857–1859 135 Rdr. pro Aktie bezahlt, was rund 180.000 Rdr. ergab. Die Brücke am Järleån erforderte zusätzliche Mittel, die in den Jahren 1861–1864 bei 90 Rdr. pro Aktie, somit 120.000 Rdr. ergaben. Schließlich wurden 1864–1867 85 Kronen je Aktie bezahlt,  was 114.000 Kronen einbrachte.
Die Kredite wurden gewissenhaft zurückbezahlt. Die Staatsanleihe Nr. 1 mit 150.000 Rdr. und private Darlehen mit 150.000 Kronen Rdr. wurden bis Ende 1869 erfüllt. Die Staatsanleihe Nr. 2 mit 75.000 Rdr. wurde am 31. Dezember 1883 ausgezahlt, damit war das Unternehmen schuldenfrei.
Ab dem Jahr 1870 zahlte das Unternehmen ihren Aktionären Dividenden, die für die Jahre 1870–1879 waren dies : 25, 30, 30, 35, 20, 25, 25, 25, 20 und 15 Kronen pro Aktie und für 1880–1887: 22,50, 25, 25, 25, 25, 25, 25, 25 Kronen pro Aktie. So wurde  pro Aktie bis 1887 447,50 Kronen ausbezahlt. In den Jahren 1883–1885 wurden für Nora-Ervalla järnvägs-Aktien 500 Kronen pro Stück bezahlt.

## Verkauf der Strecke Nora–Ervalla
Der erste Gedanke, die Bahnstrecke wegen wirtschaftlicher Schwierigkeiten zu verkaufen, kam nach dem Einsturz der Brücke über den Järleån am 25. Oktober 1855, noch vor Inbetriebnahme der Strecke zwischen Nora und Ervalla. 1859 beschloss die Hauptversammlung, den Vorstand zu beauftragen, eine Anfrage an den König zu richten, ob die Strecke in staatlichen Besitz übernommen werden könnte. Die Antwort war jedoch negativ.
1864 frug der französische Bankier Ch. Daugny den Preis für die Strecke an. In Verbindung damit wurde angekündigt, dass es Pläne für einen Erwerb und eine Verschmelzung mit Nora–Ervalla järnväg, Köping–Hults järnväg und Gävle–Dala järnväg gäbe. Danach wurde dieser Plan nie mehr aufgegriffen. 1872 entschloss sich das Unternehmen, der Vestra Bergslags jernvägsbolag (vermutlich die spätere Bergslagernas järnvägar) die Strecke zum Kauf anzubieten. Die Pläne waren erfolglos.
Mitte 1878 wurde im Vorstand der Nora–Ervalla järnvägsaktiebolag diskutiert, die Bahn an einen heute nicht mehr bekannten Käufer zu veräußern, möglicherweise war dies Nora–Karlskoga järnvägsaktiebolag. Die Gesellschafterversammlungen im September 1878 und im April 1880 beschlossen, einen Kaufpreis von 500.000 Kronen je Meile zu verlangen. Dieser Versuch scheiterte.
Das Geschäft der Nora–Karlskoga järnvägsaktiebolag lief in den frühen 1880er Jahren ziemlich schlecht. Der Vorstand hielt es für wahrscheinlich, dass der Wegfall des Wettbewerbes im Güterverkehr von Nora nach Kristinehamn durch Nora–Ervalla järnväg, Köping–Hults järnväg und Statens järnvägar zu einer Verbesserung führen könnte. Deshalb beschloss der Verwaltungsrat der Nora–Karlskoga järnvägsaktiebolag 1883 den Kauf der Strecke.
Der Verkauf erfolgte so schnell, dass der Vorstand 1885 berichten konnte, dass die letzten Nora–Ervalla järnvägsaktiebolag-Aktien eingelöst wurden. Der Kaufpreis betrug 680.000 Kronen, jeweils 500 Kronen pro Aktie. Die offizielle Abwicklung erfolgte bis zum 14. Oktober 1893. Zu diesem Zeitpunkt war der Aktienwert auf 810.000 Kronen oder 595,59 Kronen pro Aktie gestiegen. Die Auflösung der Gesellschaft erfolgte am 31. Dezember 1893.

## Bestimmungen für den Bahnhofsvorstand
Nora–Ervalla järnvägsaktiebolag legte Bestimmungen für den Bahnhofsvorstand fest. Der Bahnhofsvorstand, innerhalb der Gesellschaft Kommissionär genannt, berief bei Bedarf die für diesen Zweck notwendigen Fuhrleute und teilweise eine fest angestellte Truppe von Ladearbeitern, die so genannte Lastnings Compagniet, die für 1867 für den Akkord-Lohn von 1/2 Öre pro Zentner (11,8 Öre pro Tonne) die Waren verluden. Die Erträge aus den Gebühren aus Platz- und Lagervermietung gingen an den Bahnhofsvorstand. Das Protokoll von 1866 ist ein Indiz dafür, der Nettoerlös betrug in dieser Zeit 5.000 Rdr. pro Jahr.
In den Bestimmungen, die Ende 1866 für die Bahnhofsvorsteher in Nora aufgestellt wurde, war ferner enthalten: Der Vorsteher hat alle zu einer Station gehörenden Aufgaben zu übernehmen und erhält dafür ein Jahresgehalt von 3.500 Rdr. und zusätzlich die Hälfte aller Handelsgebühren, die die Station einnimmt. Dazu steht ihm ein Büro und daneben eine Wohnung zu, die tapeziert wird. Zugeordnet wird eine jährliche Summe von 100 Rdr. für Brennstoff zur Heizung dieser Zimmer und der Wartehalle in der kalten Jahreszeit.
Die Person, die für diese Position angenommen wird,
- a) hat eine Bürgschaft für eine Summe von 20.000 Riksdaler riksmynt zu leisten.
- b) verpflichtet sich, keine privaten Geschäfte zu machen, mit welchem Namen sie auch sein mögen. Verstößt er gegen diese Bestimmung, verliert er seine Position.
- c) ist verantwortlich für die Betreuung aller angenommenen Waren, sowie für Untergewicht und Untermaß. Ein möglicherweises Übergewicht geht zu seinen Lasten, mit der einzigen Ausnahme von Erz, bei dem sowohl Über- wie Untergewicht dem Wareneigentümer zugutekommt.
- d) hat zu gewährleisten, dass die Beförderung des Erzes aus den Minen erfolgt, das Erz gewogen und der Fuhrlohn bezahlt wird. Das Unternehmen beschafft die erforderliche Erzwaage.
- e) zahlt die Hälfte der Gebühren, soweit diese für die Gesellschaft und den Betrieb notwendig sind. Er zahlt die Gehälter und ist verantwortlich für den gesamten Bürobetrieb, den er braucht. Er bezahlt das Licht im Büro, die Bücher für das Rechnungswesen und die übrigen Schreibwaren.
- f) rechnet die laufenden Verkehrseinkommen alle 10 Tage ab und liefert die Menge an Bargeld an den Kassendirektor

Am Anfang eines jeden Quartals gibt er eine vollständige Aufstellung der letzten drei Monate an den Geschäftsführer. Alle notwendige Korrespondenz für das Verkehrs- und Kommissionsgeschäft, das Drucken von Rechnungen usw. hat er mit Pünktlichkeit und Ordnung zu besorgen Im Übrigen erhält er vom Geschäftsführer und Kassendirektor alles, was ihn und seine Position vor Not bewahrt.
1867 beschloss die Eisenbahngesellschaft, dass ab 1870 der Bahnhofsvorsteher für einen eventuellen Verlust verantwortlich sein solle. Dies erwies sich als riskant, denn es war schwierig, Forderungen einzutreiben. Gleichzeitig wurden ab diesem Jahr die restlichen Verkehrsteilnehmer mit Umschlag-Kosten belegt, was Einnahmen von 11.629 Rdr. einbrachte. Beginnend im Jahr 1875 wurden die Einnahmen des Bahnhofsvorstandes am Gewinn auf Speditionsgeschäfte auf 2.500 Kronen begrenzt, der gleiche Betrag wurde als Minimum garantiert.
Bis 1875 bezahlte der Stationsvorstand seine Assistenten. Diese waren mit den folgenden Jahresgehältern eingestellt: Erster Buchhalter 1.500 Kronen, zweiter Buchhalter 960 Kronen und Telegrafist 600 Kronen. 15 Prozent davon mussten für die Unterkunft abgegeben werden.